# Salomón Jara Cruz
Salomón Jara Cruz (San Melchor Betaza, 15 settembre 1959) è un politico messicano, governatore dell'Oaxaca dal 1º dicembre 2022.

## Biografia
Nato a San Melchor Betaza, nell'Oaxaca, si trasferisce a Città del Messico per studiare ingegneria chimica presso l'Istituto politecnico nazionale.

### Carriera politica
Entra in politica nel 1988 nel Partito della Rivoluzione Democratica, anche se negli anni precedenti partecipava già ad alcune manifestazioni politiche.
Nel 1991 diventa deputato federale, mentre dal 2001 al 2004 è deputato locale al congresso di Oaxaca. Si candida senatore dello stato e vince, restando in carica dal 2006 al 2010.
Dal dicembre 2010 diviene segretario per lo sviluppo agricolo, forestale e della pesca dell'Oaxaca. Tuttavia si dimette nell'aprile 2013, sostenendo di non aver avuto pieno sostegno del governo statale per svolgere l'incarico.
Nel 2013 fonda la sezione del partito Morena di Oaxaca e viene nominato coordinatore della campagna presidenziale di Andrés Manuel López Obrador a Oaxaca nelle elezioni federali del 2006, del 2012 e del 2018.
Nel 2016 si è candida come governatore dell'Oaxaca per il Morena, dove si classifica terzo.
Nel 2018 è eletto senatore per la seconda volta. Nel dicembre 2021, prima della normale chiusura della legislatura chiede le dimissioni per candidarsi a governatore dello stato.
Si candida quindi alle elezioni di Oaxaca del 2022 nella coalizione Juntos Hacemos Historia, dove vince con il 60,26% dei voti. Entra ufficialmente in carica nel dicembre successivo.

## Vita privata
Si sposa nel 1979 con Irma Bolaños Quijano con la quale ha due figlie: Bxido Xhishe e Nabany.